# 경빈 소씨
경빈 소씨(중국어: 邵敬嬪, 생년 미상 - 1606년)는 명 신종의 후궁이다.

## 생애
양주부 태주 사람이고, 아버지는 소명 (邵名), 어머니는 제씨 (齊氏)이다. 명 신종 만력 9년 (1581년)에 미인선발로 입궁하여, 이듬해 경빈 (敬嬪)에 책봉되었고, 그의 아버지는 딸이 귀해지자, 정5품 금의위 정천호에 봉해졌다.
경빈 소씨는 총애를 받지 못하였고, 만력 34년 3월 17일에 사망하였는데, 당시 약 40세 쯤이었다고 한다.

## 참고자료
- 《대명신묘경빈묘지》